# نظام كويناريان
```
للإطلاع على نظام العد، أنظر 
نظام عد خماسي
```

كان نظام كويناريان طريقة لتصنيف علم الحيوان التي كانت شائعة في منتصف القرن التاسع عشر، خاصة بين علماء الطبيعة البريطانيين. تم تطويره إلى حد كبير من قبل عالم الحشرات ويليام شارب ماكلي في عام 1819. تمت ترقية النظام بشكل أكبر في أعمال نيكولاس أيلوارد فيغورز وويليام جون سواينسون ويوهان جاكوب كاوب. أعطى عمل سوينسون في علم الطيور دعاية واسعة للفكرة. كان للنظام معارضون حتى قبل نشر كتاب تشارلز داروين عن أصل الأنواع (1859)، والذي مهد الطريق للأشجار التطورية.

## نهج التصنيف
حصل نظام كويناريان على اسمه من التركيز على الرقم خمسة: فقد اقترحت أن جميع الأصناف قابلة للقسمة إلى خمس مجموعات فرعية، وإذا كان هناك أقل من خمس مجموعات فرعية معروفة، يعتقد الكيناريون أن مجموعة فرعية مفقودة لا تزال موجودة.

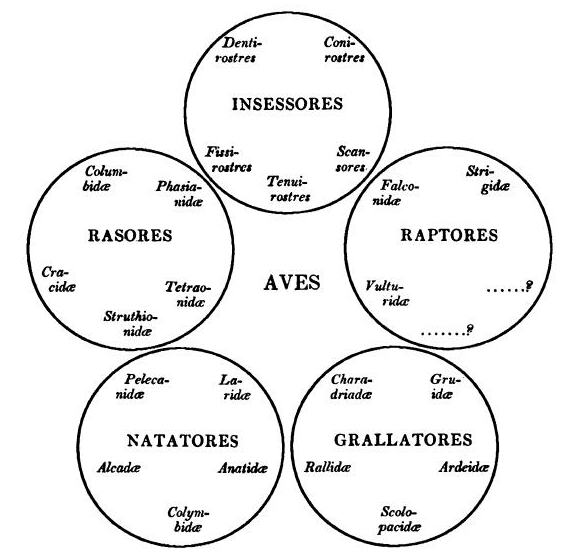
تصنيف نيكولاس أيلوارد فيجورز كويناريان للطيور. تمثل الإدخالات المفقودة المجموعات التي كان يتوقع أن يتم اكتشافها.

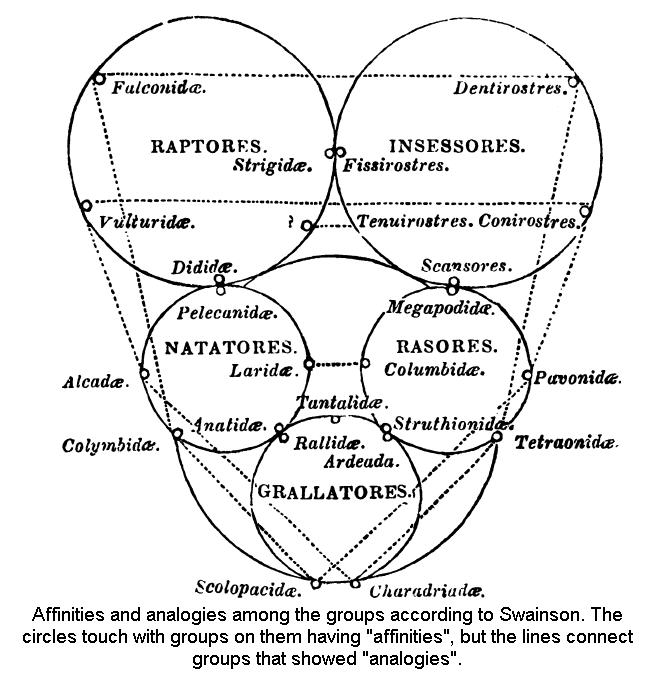
هيكل سوينسون كويناري للطيور

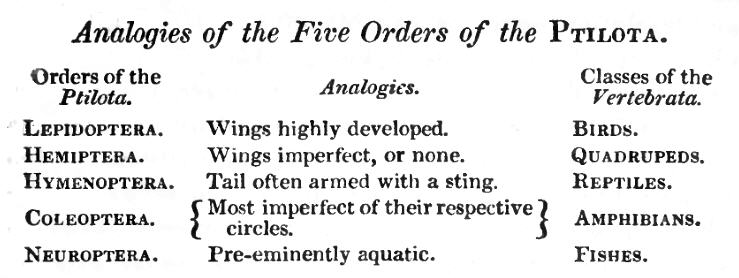
ترتيب ويليام جون سوينسون للحشرات، مع تشبيهها بالفقاريات

من المفترض أن هذا نشأ كملاحظة بالصدفة لبعض التشبيهات العرضية بين المجموعات المختلفة، ولكن تم وضعها في مبدأ إرشادي من قبل الكيناريين. أصبحت معقدة بشكل متزايد، مما يقترح أن كل مجموعة من خمس فئات يمكن ترتيبها في دائرة، مع أولئك الأقرب من بعضهم البعض لديهم صلات أكبر. عادةً ما تم تصويرهم مع مجموعات متقدمة نسبيًا في الجزء العلوي، ومن المفترض أن تكون الأشكال متدهورة نحو الأسفل. يمكن أن تتلامس كل دائرة مع الدوائر المجاورة أو تتداخل معها؛ كان التداخل المكافئ للمجموعات الفعلية في الطبيعة يسمى التقارب.

ومن الجوانب الأخرى للنظام تحديد المقارنات عبر المجموعات:
يجب أن نعتبر ذلك نظامًا طبيعيًا يسعى إلى شرح العلاقات المتنوعة التي يرتبط بها كائن بآخر، ليس فقط في التقارب المباشر بينهما، والذي من خلاله يتبع كل منهما الآخر مثل روابط سلسلة واسعة، ولكن في المزيد من العلاقات البعيدة [التناظرات]، حيث يصنفون أو يمثلون كائنات أخرى متميزة تمامًا في الهيكل والتنظيم عن أنفسهم-سوينسون، 1835:197
لم يكن نظام كويناريان شائع على نطاق واسع خارج المملكة المتحدة (استمر بعض الأتباع مثل وليام هينكس في كندا)؛ أصبحت غير عصرية بحلول أربعينيات القرن التاسع عشر، وخلال هذه الفترة تم وضع «خرائط» أكثر تعقيدًا بواسطة هيو إدوين ستريكلاند وألفريد راسل والاس. رفض ستريكلاند وآخرون على وجه التحديد استخدام علاقات «القياس» في بناء التصنيفات الطبيعية. تم التخلي عن هذه الأنظمة في النهاية لصالح مبادئ التصنيف الطبيعي الحقيقي، أي استنادًا إلى العلاقة التطورية.